# Allée couverte du Câtillon
Die ausgegangene Allée couverte du Câtillon lag im  „Bois de la Grosse Roche“ im Norden des Weilers Câtillon in Rocheville, auf der Halbinsel Cotentin im Département Manche in der Normandie in Frankreich. Das Galeriegrab lag nur wenige hundert Meter von der Allée couverte de la petite Roche und 1500 Meter von der Allée couverte de la Forge entfernt.
Pierre Le Fillastre gab eine Länge von etwa 17 m und eine Höhe von einem Meter an. Viele Tragsteine wurden entfernt, es blieben Anfang des 20. Jahrhunderts 32. Am südwestlichen Ende war die Galerie offen, aber einige Steine wurden im Inneren platziert, um den Zugang zu sperren. Das nordwestliche Ende war durch einen großen flachen vertikalen Stein abgeschlossen. Eine Lücke klaffte hinter dem Stein, der die Galerie abschloss. Die fünf deplatzierten Decksteine waren 1,5 bis 2,4 m lang. Die Galerie unterschied sich nach Le Fillastre von anderen ihrer Art durch einen Dolmen am nordöstlichen Ende. Er bestand aus zwei großen seitlich angeordneten Tragsteinen, die einen großen in situ befindlichen Deckstein trugen, dessen Spitze abgeflacht war. Der Dolmen war nach Nordosten offen. Seine Länge betrug etwa 2,1 m, seine Breite 0,95 und seine Höhe 1,25 m.
Seine Beschreibung wurde von Léon Coutil nicht verändert, obwohl er 1896 den Einsturz eines Teils des Denkmals feststellte. 1905 scheint der Dolmenteil verschwunden zu sein, da Coutil nicht mehr darüber berichtet. 1929 stellt er fest, dass es nur eine Deckenplatte im Nordwesten und eine andere am anderen Ende gibt. Es besteht kein Zweifel, dass es sich nicht um einen benachbarten Dolmen handelt, wie Le Fillastre dachte, sondern um eine Vorkammer, die durch eine vertikale Platte von der Hauptkammer getrennt war.

## Kontext
Diese Art von Galeriegrab mit Vorkammer und/oder Endzelle wird in der Bretagne häufiger festgestellt und entwickelt sich im 3. Jahrtausend. Hier wurden häufig Gravuren auf den Tragsteinen der Endzellen gefunden.
Das Galeriegrab scheint nie untersucht worden sein. Es sind keine Funde gemeldet. Ebenfalls ausgegangen ist die benachbarte Allée couverte von Tourlaville.